# Cheikh Hadjibou Soumaré

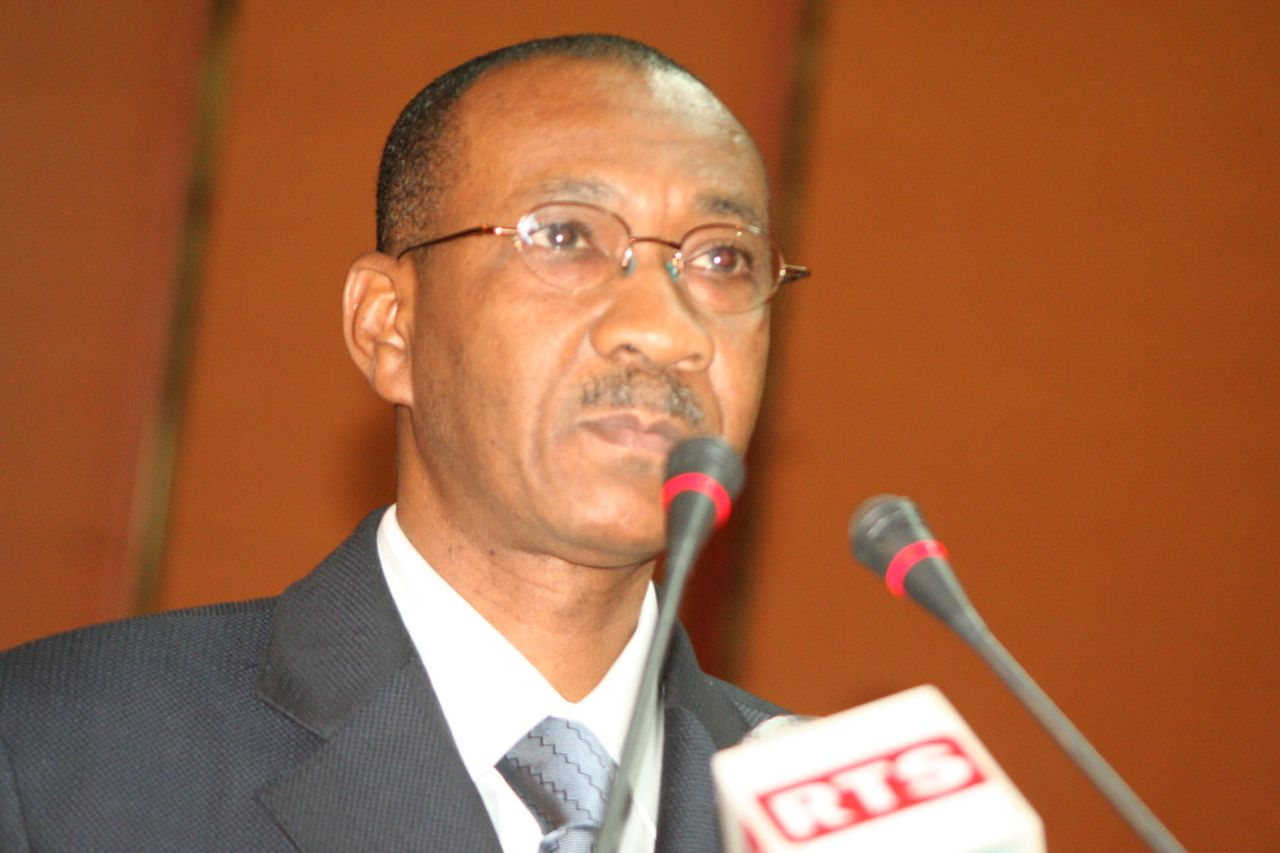
Cheikh Hadjibou Soumaré (2008)

Cheikh Hadjibou Soumaré (* 24. Oktober 1951 in Dakar) war von 2007 bis 2009 Premierminister von Senegal.
Von September 1991 bis September 1995 war er an der Bank of Credit and Commerce International Sénégal, dann von September 1995 bis 16. Juli 1996 technischer Berater des Ministeriums für Wirtschaft, Finanzen und Planung, bis 1. August 2000 Direktor des Budgets und bis 23. Mai 2001 Generaldirektor der Finanzen.
Er kam am 23. Mai 2001 als Zuständiger für das Budget und Haushalt in das Ministerium für Wirtschaft und Finanzen. Das blieb er bis nach den Parlamentswahlen am 3. Juni 2007. Von Präsident Abdoulaye Wade wurde er am 19. Juni 2007 zum Premierminister ernannt.
Soumaré ist ein Technokrat und ist kein Mitglied der regierenden Senegalesischen Demokratischen Partei (PDS). Die Koalition, von der die PDS ein Teil ist, gewann aufgrund des Boykotts der Opposition eine große Mehrheit der Sitze in den Parlamentswahlen. Soumaré's Regierung, mit 37 Mitgliedern (ohne Soumaré), wurde ebenfalls am 19. Juni ernannt. Es ist ähnlich wie die Vorgänger-Regierung von Macky Sall zusammengesetzt und schließt nicht die Opposition ein. Soumaré und seine neue Regierung wurden am 21. Juni vereidigt. Am 3. Dezember 2007 wurde Soumaré's Regierung auf 28 Mitglieder reduziert.
Nach den Kommunalwahlen im März 2009 trat Soumaré von seinem Amt als Premierminister zurück, zum Nachfolger wurde Souleymane Ndéné Ndiaye ernannt.